# Cassine burkeana
Cassine burkeana är en benvedsväxtart som först beskrevs av Otto Wilhelm Sonder, och fick sitt nu gällande namn av Carl Ernst Otto Kuntze. Cassine burkeana ingår i släktet Cassine och familjen Celastraceae. Inga underarter finns listade.